# The Mental States of Gothenburg

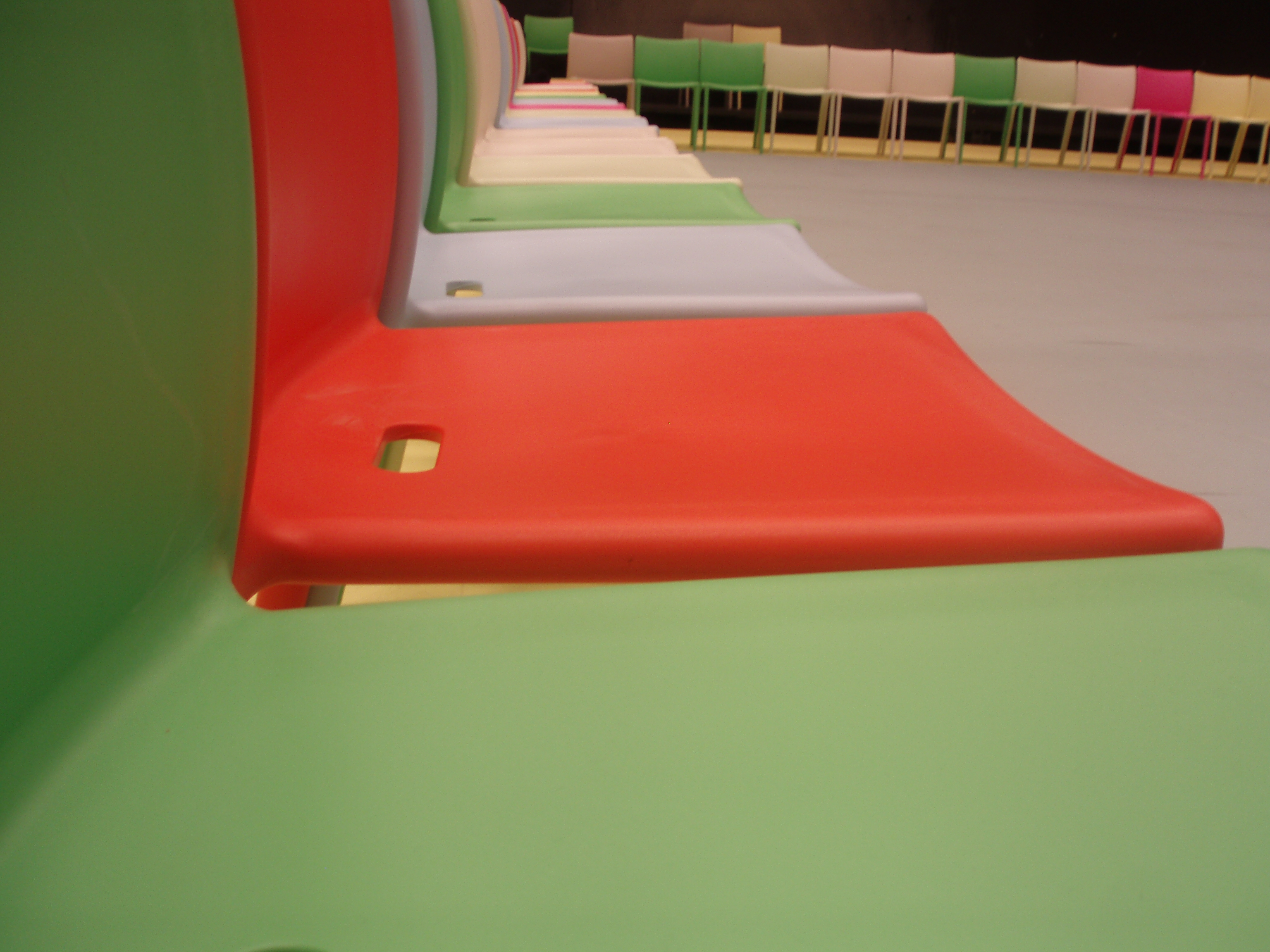
Föreställningen hade en mycket enkel scenografi.

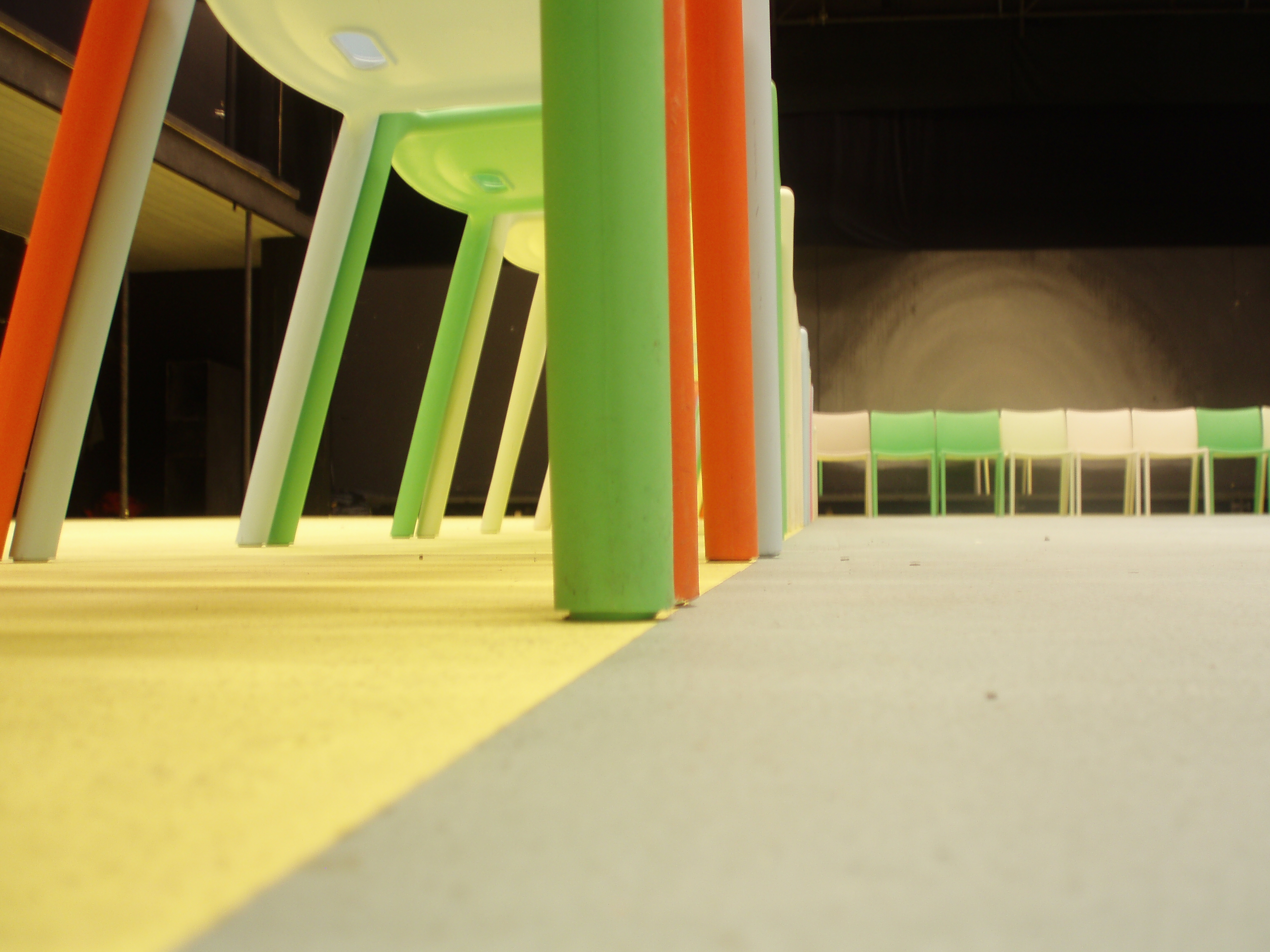

The Mental States of Gothenburg är en pjäs skriven och regisserad av Mattias Andersson. Föreställningen spelades på Angereds Teater under hösten 2006.
Pjäsen baseras till 87% på intervjuer av tio ungdomar från olika delar av Göteborg. Den skildrar skillnader och likheter mellan ungdomarnas uppväxt och problem.
Föreställningen fick mycket uppmärksamhet inom teatervärlden. Förutom genomgående positiva recensioner vann Angeredsteatern Nöjesguidens pris för Årets bästa teater 2006, och valdes dessutom ut till Teaterbiennalen samma år. Med anledning av att föreställningen visades på Teaterbiennalen gavs även tre utsålda föreställningar på Angereds Teater veckan innan, ca ett halvår efter att pjäsen ursprungligen sattes upp.
The Mental States of Gothenburg sattes även upp av teatergruppen Teater Nittioett på Aranäsgymnasiet i Kungsbacka 2009, då omarbetad till en mer klassisk föreställning.Den sattes även upp på Wendelsbergs Folkhögskola i Mölnlycke våren 2014, med 120 banankartonger som användes som rekvisita och scenografi.

## Medverkande
- Kave Foladi
- Mattias Lech
- Julia Marko-Nord
- Sandra Stojiljkovic
- Ramtin Parvaneh
- Sofia Pekkari
- Ove Wolf

Under föreställningen framfördes livemusik av DJ:n Jean-Louis Huhta.

## Scenografi
Ulla Kassius mycket speciella scenografi bestod av en kvadrat av ett sjuttiotal stolar som publiken fick sitta på. På några av stolarna satt även skådespelarna, som gick in tillsammans med publiken och på grund av sina vardagliga kläder "smälte in" bland dessa. Föreställningen spelades mycket fler gånger per vecka än andra föreställningar på Angereds Teater, dels på grund av publicktrycket, men också på grund av det begränsade antalet sittplatser på just denna föreställning.